# Thibetoides gilvus
Thibetoides gilvus là một loài tò vò trong họ Ichneumonidae.